# Apeira jaspoides
Apeira jaspoides är en fjärilsart som beskrevs av Geoffroy 1785. Apeira jaspoides ingår i släktet Apeira och familjen mätare. Inga underarter finns listade i Catalogue of Life.